# A Lady Without Passport
A Lady Without Passport is een Amerikaanse film noir uit 1950 onder regie van Joseph H. Lewis.

## Verhaal
Marianne Lorress is uit een concentratiekamp ontsnapt en verblijft tijdelijk in Cuba, totdat ze toestemming krijgt om naar de Verenigde Staten te verhuizen. Een agent van de migratiedienst wil haar als lokaas gebruiken om een mensensmokkelaar te vangen. Hij wordt echter zelf verliefd op Marianne.

## Rolverdeling
| Acteur            | Personage           |
| ----------------- | ------------------- |
| Hedy Lamarr       | Marianne Loress     |
| John Hodiak       | Peter Karczag       |
| James Craig       | Frank Westlake      |
| George Macready   | Palinov             |
| Steven Geray      | Fransman            |
| Bruce Cowling     | Delby James         |
| Nedrick Young     | Harry Nordell       |
| Steven Hill       | Jack                |
| Robert Osterloh   | Inspecteur Lannahan |
| Trevor Bardette   | Inspecteur Carfagno |
| Charles Wagenheim | Ramon Santez        |
| Renzo Cesana      | Asa Sestina         |
| Esther Zeitlin    | Beryl Sandring      |
| Carlo Tricoli     | Mijnheer Sandring   |
| Marta Mitrovich   | Elizabeth Alonescu  |